# يو سو يونج
يو سو يونج (بالكورية: 한국어)‏ هي ممثلة كورية جنوبية، ولدت يوم 29 مارس 1986 في سول في كوريا الجنوبية. 

## روابط خارجية
- يو سو يونج على موقع IMDb (الإنجليزية)
- يو سو يونج على موقع ميوزك برينز (الإنجليزية)
- يو سو يونج على موقع قاعدة بيانات الفيلم (الإنجليزية)